# Volutomitra
Volutomitra là một chi ốc biển, là động vật thân mềm chân bụng sống ở biển trong họ Volutomitridae, with global distribution.

## Các loài
Các loài thuộc chi Volutomitra bao gồm:
- Volutomitra banksi (Dell, 1951) [cần dẫn nguồn]
- Volutomitra bairdii (Dall, 1889)
- Volutomitra banksi (Dell, 1951)
- Volutomitra bayeri Okutani, 1982
- Volutomitra erebus Bayer, 1971 - Erebus mitre-volute
- Volutomitra glabella Bouchet & Kantor, 2000
- Volutomitra groenlandica (Moller, 1842) - false Greenland mitre
- Volutomitra obscura (Hutton, 1873)
- Volutomitra pailoloana (J. Cate, 1963)
- Volutomitra persephone Bayer, 1971
- Volutomitra porcellana (Melvill & Standen, 1912)
- Volutomitra tenella Golikov & Sirenko, 1998
- Volutomitra vaubani Cernohorsky, 1982
- Volutomitra ziczac Bouchet & Kantor, 2004

Các loài được đưa vào đồng nghĩa
- Volutomitra alaskana Dall, 1902: đồng nghĩa của Volutomitra groenlandica (Beck in Möller, 1842)